# Адміністративний поділ Франції

Регіони й департаменти Франції

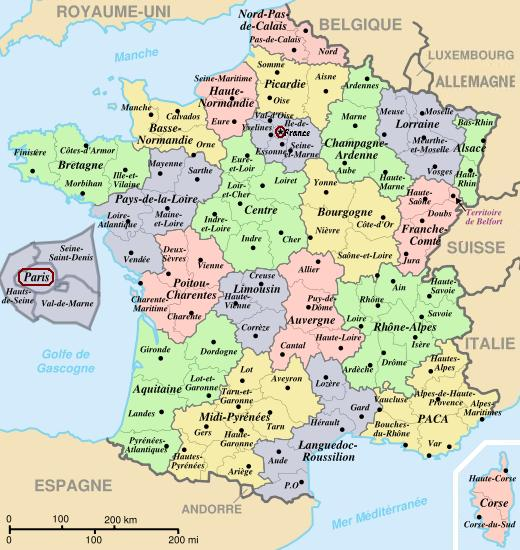
Регіони Франції (до 2016)

Адміністративний поділ Франції — ієрархічна система територій і управління територіями Франції. Адміністративний поділ Франції виконує три головні функції: політичну (територіальні спільноти), електоральну (виборчі округи) та адміністративну (децентралізовані державні органи).

## Історія
До Великої Французької революції 1789 року Франція поділялася на провінції. Термін «заморська територія» (territoire d’outre-mer) не має юридичної сили після конституційної поправки від 28 березня 2003 року.

## Метрополія Франції
Франція є унітарною державою. Жодна її адміністративна одиниця не має законодавчих повноважень. Поділ метропольної території на департаменти, кантони й комуни (або муніципалітети) встановлено в 1789 році, поділ на округи — в 1800 році. Регіони, як адміністративні одиниці, виникли відносно недавно — в 50-х роках XX століття. Вони еволюціонували від адміністративного об’єднання групи департаментів до територіальних спільнот, очолюваних обраною радою. Іншими колективними спільнотами (collectivités territoriales), згідно зі статтею 72 конституції, є департаменти, комуни (муніципалітети) та деякі спільноти з особливим або заморським статусом. Інші рівні адміністративного поділу мають лише суто адміністративну або виборчу функцію.

## Адміністративний поділ
- Докладніше: Місцеве самоврядування у Франції

Кількість адміністративних регіонів з 1 січня 2016 року (відповідно до закону від 16 січня 2015 року) становить вісімнадцять (тринадцять у метрополії Франції та п’ять за кордоном). Французькі території, розташовані в Європі, а також заморські території адміністративно поділяються таким чином:

### 13 метропольних та 5 заморських регіонів
Регіон — французька адміністративна одиниця першого порядку. Керівний орган регіону — регіональна рада (conseil régional), який обирається на 6 років шляхом прямих виборів.
Кожен регіон має також префекта регіону, який призначається урядом, роль якого — бути представником держави й забезпечувати злагоджене функціонування децентралізованих служб, наприклад, координація служб поліції.
Територіальна спільнота Корсики, яка вважається одним з 18 регіонів, має спеціальний статус, аналогічний статусу регіону, але з відчутно більшими повноваженнями.

### 96 метропольних та 5 заморських департаментів
Франція нараховує 96 департаментів у метрополії, хоча нумерація зупиняється на 95-му департаменті. Колишній департамент Корсика (20) був розділений на два департаменти (2А та 2B) в 1976 році. Окрім того, Франція має 5 заморських департаментів. П'ятим заморським та загалом 101-им департаментом у 2011 році стала Майотта.
Керівним органом департаменту є генеральна рада (conseil général), генеральні радники обираються на прямих, загальних виборах терміном на 6 років. Їхній склад оновлюється на половину кожні три роки.
Департаменти були створені в 1789 році. Метою створення було полегшити мовну й національну уніфікацію Франції під приводом раціоналізації адміністративної карти. Максимальний розмір департаменту визначався відстанню, яку може подолати людина на коні за один день, аби добратися до адміністративного центру.
У кожному департаменті є префект. Префект департаменту, в якому розташований адміністративний центр регіону є також префектом регіону.

### 333 округи
Кожен департамент (за винятком Парижа, Території Бельфор та Майотти) поділяється на кілька округів, в кожен з яких призначається супрефект. Супрефекти мають сприяти роботі префекта свого департаменту. 2023 року у Франції було 333 округи.

### 2054 кантони
Округи в свою чергу поділяються на кантони. Їхня роль полягає в забезпеченні виборчої мережі. На кантональних виборах кожен кантон обирає свого представника в генеральну раду . У міській зоні до однієї комуни входить декілька кантонів. У сільській зоні один кантон найчастіше складається з декількох комун. 2015 року кількість кантонів зменшилася з 4035 до 2054.

### 36 658 комун (муніципалітетів)
Муніципальний рівень адміністративного поділу є найнижчим у переважній більшості випадків. Одна комуна (чи муніципалітет) відповідає території певного міста або села. До комуни можуть входити декілька кантонів, але вона може бути частиною лише одного округу. На 1 січня 2015 року у Франції є 36 658 комун, 36 529 з яких розташовані у Французькій метрополії.
Керівним органом комуни є муніципальна рада (conseil municipale), яка обирається на шість років. Головою рад є мер.
Три найнаселеніші комуни Франції: Париж, Марсель та Ліон поділяються на 45 муніципальних округів: 20 в Парижі, 16 в Марселі та 6 у Ліоні. Муніципальні округи не мають нічого спільного з департаментальними.
Деякі комуни можуть також обіймати декілька населених пунктів, що спричинено або традиційною близкістю цих населених пунктів або малозаселеністю території.

### Муніципальна співпраця
З метою покращення співпраці між сусідніми комунами, які мають спільні інтереси й не можуть вирішувати деякі питання лише в межах свого муніципалітету (питання транспорту, економічних зон тощо) у Франції запроваджені різні типи публічних інститутів муніципальної співпраці (фр. Établissements publics de coopération intercommunale, EPCI). На 1 січня 2009 року 34164 комуни були об'єднані в 2601 угруповання з власним бюджетом.
Існує:
- 16 міських об'єднань (фр. communauté urbaine) з найвищим рівнем муніципальної співпраці;
- 174 агломераційних об'єднань;
- 2406 комунальних об'єднань.

### Спільноти з особливим статусом
Деякі спільноти наділені особливим статусом, врегульованим законом. У метропольній Франції це: Комуни Парижа, Ліона, Марселя, а також департамент Парижа;
Територіальна спільнота Корсики, що замінила регіон за законом від 13 травня 1991 року.

### Заморська Франція
Французька республіка також складається з численних адміністративних одиниць, розташованих за межами метрополії.
5 заморських регіонів
У Франції існує 5 заморських регіонів: Гваделупа, Гвіана, Мартиніка, Майотта та Реюньйон. З 2003 року ці регіони мають такий самий статус, як і метропольні. Кожен з них є водночас і заморським департаментом (запроваджено з 1946 року). Ця однодепартаментна структура має в майбутньому призвести до злиття регіональних та департаментальних асамблей.
Заморські регіони, в свою чергу, поділяються на:
- 13 округів;
- 165 кантонів;
- 129 комун (муніципалітетів)

5 заморських спільнот
28 березня 2003 року через конституційну поправку було запроваджено 4 заморські спільноти (collectivités d'outre-mer, COM), з різним статусом.
- Французька Полінезія, за законом від 27 лютого 2004 року також називається заморським краєм (pays d'outre-mer) й наділена широкою автономією. Французька Полінезія поділяється на 5 адміністративних підрозділів (subdivisions administratives), які, в свою чергу, поділяються на 48 комун. Французька Полінезія має локальний уряд, очолюваний Президентом Французької Полінезії.
- Сен-П'єр і Мікелон має статус, близький до департаменту.
- Волліс і Футуна має особливий статус, поєднуючи три монархії (Ало, Сіґав, Ювеа). Королі цих королівств очолюють територіальну раду, до якої також входять три представники французького уряду.
- Сен-Бартелемі, який став заморською спільнотою 15 липня 2007 року, від'єднавшись від Гваделупи. У острова є президент (який обирається кожні 5 років), Однопалатна Територіальна Рада 19 учасників, які обрані голосами виборців і подачею для п'ятирічних термінів, і виконавчою радою 7 учасників.
- Сен-Мартен теж 15 липня 2007 року від'єднався від Гваделупи. Острів має президента і Територіальну Раду.

Нова Каледонія
Нова Каледонія має особливий статус спільноти, який гарантує дуже широку автономію. 1998 року після зіткнень між владними силами та сепаратистами з числа канаків (місцевого населення острова) було укладено угоду, яка передбачала проведення референдуму про незалежність Нової Каледонії від Франції, який відбувся 4 листопада 2018 року. Більшість (56,4 %) не підтримала незалежності. Нова Каледонія поділяється на 3 провінції й 33 комуни.

### Інші території
Існує ще 3 адміністративні одиниці, що входять до складу Франції, але не мають постійного населення.
- Французькі Південні і Антарктичні території (фр. Terres australes et antarctiques françaises), що поділяються на 5 районів: острови Каргелен, острів Амстердам та острів Сен-Поль, острови Крозе та земля Аделі. Щодо землі Аделі, то її суверенітет, за Договором про Антарктиду за 1959 рік, призупинено.
- Так звані Розсіяні острови в Індійському океані (Острови Епарсе) мають з лютого 2007 року також аналогічний статус, вони адміністративно підпорядковані Французьким Південним і Антарктичним територіям.
- Острів Кліппертон — з 21 лютого 2007 року атол безпосередньо підпорядковується урядові Франції, до того часу — був у складі Французької Полінезії.

## Приналежність до Європейського Союзу
Метропольна Франція та заморські регіони є невід’ємною складовою Європейського Союзу. Заморські регіони розглядаються як ультрапериферійні регіони ЄС. Інші території не мають цього статусу.